# Fórmula 3

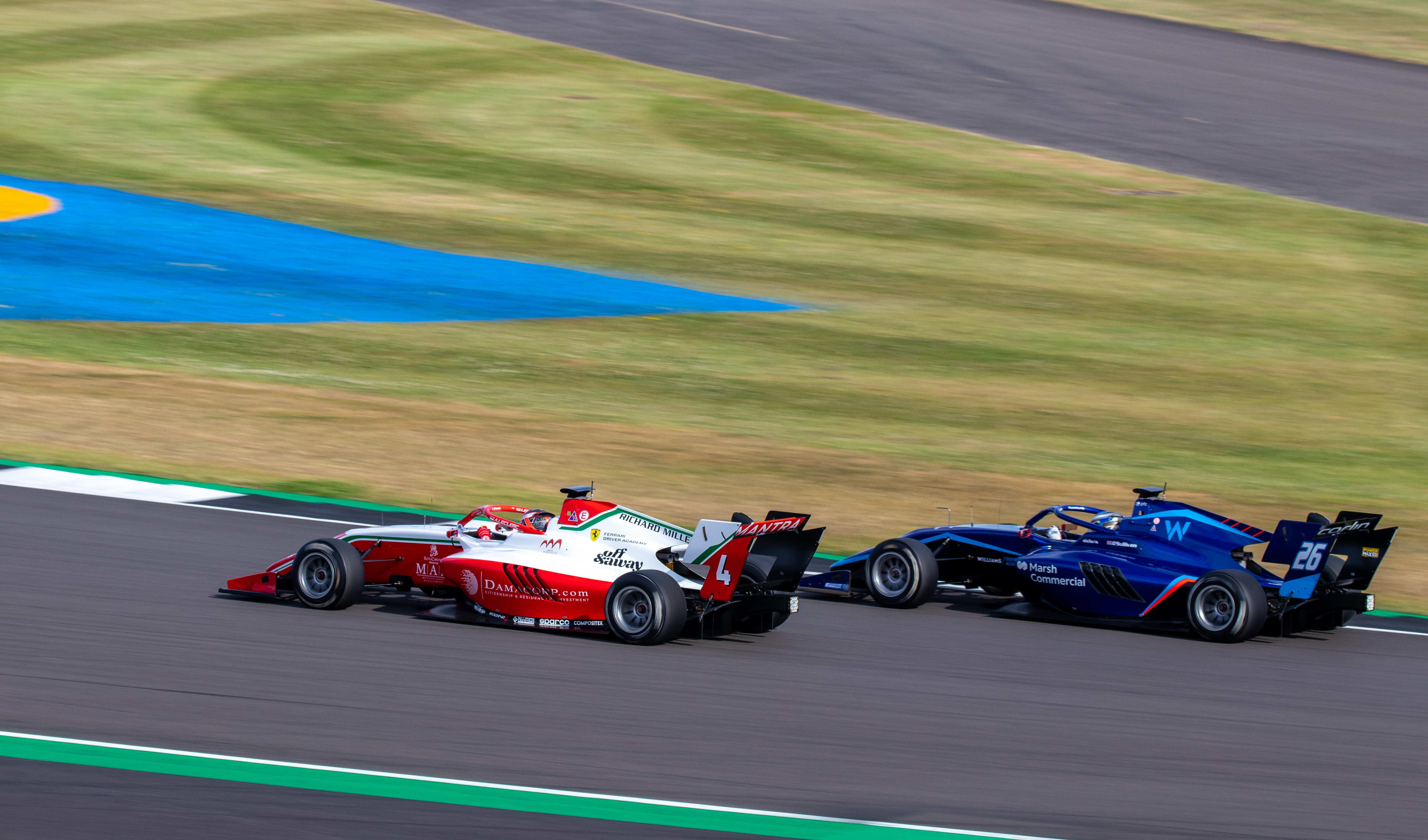
El Dallara F3 2019 en 2022.

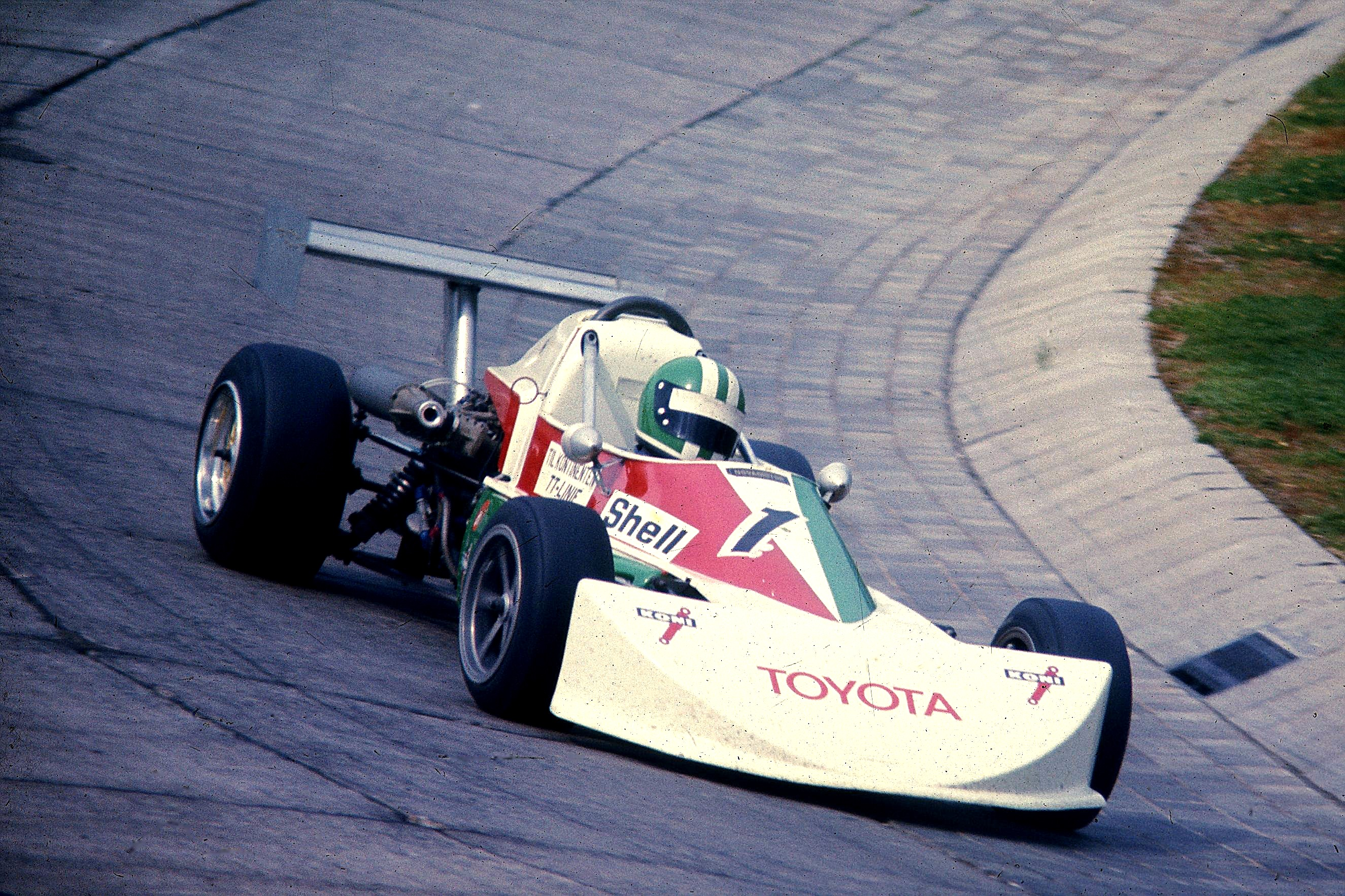
Rudolf Dötsch en un March–Toyota en Nürburgring 1976.

La Fórmula 3, abreviada F3, es un tipo de monoplaza utilizado en competiciones de automovilismo de velocidad nacionales y continentales en Europa, Australia, América y Asia. Se ubica un escalón por encima de Fórmula 4 y de Fórmula Renault y uno por debajo de categorías como Fórmula 2. La inmensa mayoría de los pilotos que aspiran a un asiento en Fórmula 1, compiten primero con estos monoplazas. 
El campeonato principal de F3 en vigencia utiliza monoplazas Dallara-Mecachrome, pero otros torneos usan chasis Tatuus, Onroak, entre otros, y motores Alfa Romeo, Honda, Renault, entre otros.

## Series principales
| Nombre                                                          | Zona                              | Años de actividad                 | Información adicional |
| Reglamento de Fórmula 3 de la FIA                               | Reglamento de Fórmula 3 de la FIA | Reglamento de Fórmula 3 de la FIA | Reglamento de Fórmula 3 de la FIA |
| --------------------------------------------------------------- | --------------------------------- | --------------------------------- | --- |
| Campeonato de Fórmula 3 de la FIA                               | Internacional                     | 2019–                             | Fusión entre la GP3 Series y el Campeonato Europeo de Fórmula 3 de la FIA. |
| Regulaciones regionales de Fórmula FIA                          |                                   |                                   | |
| Campeonato de Fórmula Regional de Medio Oriente                 | Asia                              | 2018–                             | Anteriormente conocido como Campeonato Asiático de F3 y Campeonato de Fórmula Regional Asiática |
| Campeonato de Fórmula Regional de las Américas                  | Estados Unidos Canadá             | 2018–                             | Anteriormente conocido como Campeonato de F3 de las Americas |
| Fórmula Renault AsiaCup                                         | Asia                              | 2021-                             | El nuevo campeonato se alinea con el Campeonato de Fórmula Regional Europea con el auto Tatuus F3R-Spec con motor Renault (Fórmula Renault FR-19) y chasis homologado FIA F3/2018. |
| Campeonato de Fórmula Regional Europea                          | Europa                            | 2019–                             | Fusión en 2021 con la Eurocopa de Fórmula Renault. |
| Campeonato de Fórmula Regional Japonesa                         | Japón                             | 2020–                             | K2 adquirió los derechos de Fórmula Regional para 2020 después de que los funcionarios de la Super Formula Lights cambiaran las especificaciones de Fórmula Regional, abandonando así los derechos de nomenclatura según las reglas de la FIA.                                                            |
| Campeonato de Fórmula Regional Indio                            | India                             | 2022-                             | |
| Campeonato de Fórmula Regional de Oceanía                       | Nueva Zelanda                     | 2005-                             | La serie cambió al chasis FIA Fórmula 3 Regional para 2020. Anteriormente conocido como Toyota Racing Series. |
| W Series                                                        | Internacional                     | 2019–                             | Campeonato de Fórmula 3 exclusivamente para mujeres. |
| Antiguo reglamento FIA F3                                       |                                   |                                   | |
| Campeonato de Fórmula 3 Australiana                             | Australia                         | 2016–2019, 2021–                  | |
| Copa Austríaca de Fórmula 3                                     | Austria                           | 1982 1984–                        | "Drexler-Automotive Formel 3 Pokal" para la Copa principal y "Drexler-Automotive Formel 3 Trophy" para autos de chasis más antiguos de la división B. |
| Campeonato de Suiza de Fórmula 3                                | Suiza                             | 1978–2008, 2014–                  | Corre como subdivisión de la Copa de Fórmula 3 Drexler-Autumotive desde 2014. |
| Campeonato de Fórmula 3 de la Zona de Europa Central de la FIA  | Europa                            | 1994–2005, 2016–                  | |
| MotorSport Vision Formula Three Cup                             | Reino Unido                       | 2011–2021, 2023–                  | Serie de carreras de aficionados con chasis más antiguos |
| Trofeo Fórmula Italiana F2000                                   | Italia                            | 2014–                             | Anteriormente conocido como F2 Italian Trophy. Principalmente con chasis y motores F3 más antiguos. |
| Regulaciones de Euroformula - basadas en el chasis F3 2018      |                                   |                                   | |
| Eurofórmula Open                                                | Europa                            | 2009–                             | Anteriormente el Campeonato de España de F3 y European F3 Open. |
| Super Formula Lights                                            | Japón                             | 2020–                             | Anteriormente conocido como Campeonato de Formula 3 Japonesa |
| Reglamento del campeonato GB3 (Fórmula 4 de la FIA actualizada) |                                   |                                   | |
| Campeonato GB3                                                  | Reino Unido                       | 2016–                             | Aunque se llama Fórmula 3 británica en el Reino Unido, esto es para evitar confusiones con la Fórmula 4. El automóvil es una tina de Fórmula 4 Tatuus con una aerodinámica superior a los autos F4 en otras series. Los motores son motores Ford Duratec de 2 litros sintonizados sin restrictor de aire. |
| Campeonato de Carreras de Monoposto                             | Reino Unido                       | 1977–                             | El campeonato de carreras de Monoposto usa autos de Fórmula 3 hasta el año 2007 MY del chasis Dallara. Con un BOP para garantizar carreras justas entre los años, todos los autos funcionan con un límite de motor F3 de producción de 2.0L (190bhp) a través de varios restrictores.                     |
| Serie de reglamentos no FIA                                     |                                   |                                   | |
| Fórmula 3 Chilena                                               | Chile                             | 1972–1974 1976–2012 2016–         | No se rige por la reglamentación de la FIA referente a la categoría. |

## Series difuntas
| Nombre                                         | Zona              | Años de actividad               | Información adicional |
| ---------------------------------------------- | ----------------- | ------------------------------- | --- |
| Copa ATS de Fórmula 3                          | Alemania          | 1950–1953, 1971–2014            | Anteriormente conocida como Campeonato de Alemania de Fórmula 3 |
| Fórmula 3 Británica                            | Reino Unido       | 1951–1961, 1964–2014            | |
| Campeonato de Italia de Fórmula 3              | Italia            | 1958–1966, 1968–2012            | |
| Campeonato de Fórmula 3 Europea de la FIA      | Europa            | 1975-1984                       | |
| Fórmula 3 Euroseries                           | Europa            | 2003-2012                       | Incorporado al Campeonato Europeo de Fórmula 3 de la FIA desde 2013 |
| Trofeo Internacional de Fórmula 3              | Internacional     | 2011                            | Reemplazado por el Campeonato Europeo de Fórmula 3 de la FIA revivido en 2012 |
| Campeonato Europeo de Fórmula 3 de la FIA      | Europa            | 2012–2018                       | Reemplaza el Trofeo Internacional de Fórmula 3 y Fórmula 3 Euro Series. En 2019, se une con la GP3 Series, para crear el Campeonato de Fórmula 3 de la FIA |
| Campeonato de Japón de Fórmula 3               | Japón             | 1979–2019                       | Con el cambio de marca de la serie a Super Formula Lights, el campeonato japonés de Fórmula 3 finalizó oficialmente después de 41 años. |
| Campeonato de España de F3                     | España            | 2001–2008                       | Reemplazado por el Eurofórmula Open |
| Fórmula 3 Sudamericana                         | Sudamérica        | 1987-2013                       | Sustituida por la Fórmula 3 Brasil |
| Fórmula 3 Brasil                               | Brasil            | 1990–1994, 2014–2017            | Reemplazó a la Fórmula 3 Sudamericana en 2014, renombrada como Super Fórmula Brasil, pero cancelada en 2018. |
| Campeonato Francés de Fórmula 3                | Francia           | 1964–1973, 1978–2002            | |
| Campeonato Belga de Fórmula 3                  | Bélgica           | 1964-1967                       | |
| Campeonato Sueco de Fórmula 3                  | Suecia            | 1964–1994, 1997–2000            | |
| Campeonato Danés de Fórmula 3                  | Dinamarca         | 1949–1966, 1976–1977            | |
| Campeonato Noruego de Fórmula 3                | Noruega           | 1999–2000                       | |
| Campeonato Nórdico y Escandinavo de Fórmula 3  | Escandinavia      | 1984–1985, 1992–2001            | |
| Masters Nórdico de Fórmula 3                   | Finlandia         | 1958–1960, 1984–1986, 2000-2010 | Anteriormente denominado como Campeonato de Fórmula 3 de Finlandia |
| Copa Zona Norte de Europa de Fórmula 3         | Norte de Europa   | 2008-2009                       | |
| Campeonato Ruso de Fórmula 3                   | Rusia             | 1997–2002, 2008                 | |
| Campeonato Griego de Fórmula 3                 | Grecia            | 1990–2002                       | |
| Campeonato Turco de Fórmula 3                  | Turquía           | 1994-2006                       | |
| Copa Centro-Europea de Fórmula 3               | Europa Central    | 1994–2005                       | |
| Campeonato DDR de Fórmula 3                    | Alemania del Este | 1950–1958, 1964–1972            | |
| Campeonato Asiático de Fórmula 3               | Asia              | 2001–2008                       | Su última denominación fue F3 Asiática Pacific Series |
| Campeonato Estadounidense de Fórmula 3         | Estados Unidos    | 2000–2001                       | |
| Campeonato Mexicano de Fórmula 3               | México            | 1990–2001                       | |
| Campeonato Internacional Mexicano de Fórmula 3 | México            | 1990–2003                       | |
| Campeonato de Fórmula 3 BRSCC ARP              | Reino Unido       | 1990–2005                       | |
| Formula Lites                                  | Estados Unidos    | 2015                            | |
| Eurocopa de Fórmula Renault                    | Europa            | 1991–2020                       | La serie utilizó chasis de Fórmula 3 por primera vez y un nuevo motor turboalimentado de 1.8 litros en 2019. La temporada 2020 fue la última temporada de la Fórmula Renault Eurocup organizada por Renault Sport, ya que a partir de 2021 se fusionó con el Campeonato Europeo de Fórmula Regional. |

## Carreras especiales
| Nombre                              | Lugar         | Años de actividad                      | Campeonato            |
| ----------------------------------- | ------------- | -------------------------------------- | --------------------- |
| Gran Premio de Macao                | Macao         | 1983-                                  | Evento independiente  |
| Gran Premio de Nueva Zelanda        | Nueva Zelanda | 1950, 1954–1995, 1998–2000, 2002–      | Toyota Racing Series  |
| Gran Premio de Pau                  | Francia       | 1999–2006, 2011–2012, 2014–2019, 2022- | Eurofórmula Open      |
| Masters de Fórmula 3                | Países Bajos  | 1991-2016                              | Evento independiente  |
| Open Brasileño de Fórmula 3         | Brasil        | 2010-2014                              | Evento independiente  |
| Eastside 100                        | Alemania      | 2005–2006                              | Copa ATS de Fórmula 3 |
| Gran Premio de Mónaco de Fórmula 3  | Mónaco        | 1950, 1959-1997, 2005                  | Evento independiente  |
| Corea Super Prix                    | Corea del Sur | 1999-2003                              | Evento independiente  |
| Copa Europea de Fórmula 3 de la FIA | Europa        | 1985-1990, 1999-2004                   | Evento independiente  |
| Copa Fuji de Fórmula 3              | Japón         | 1990–1993                              | Evento independiente  |